# 飯田敬輔
飯田 敬輔（いいだ けいすけ、1960年 - ）は、日本の国際政治学者。東京大学大学院法学政治学研究科教授、東京大学公共政策大学院院長。日本国際政治学会理事長。専門は、国際政治経済学。

## 経歴
1960年、神奈川県生まれ。1982年東京外国語大学外国語学部英米語学科卒業。1983年オーストラリア国立大学大学院国際関係研究科修士課程修了（MA）。1984年東京大学大学院社会学研究科修士課程修了（社会学修士）。ハーヴァード大学大学院でロバート・コヘインに師事し、1990年に修了し、博士号（Ph.D、政治学）を取得した。
1990年よりプリンストン大学政治学部助教授。1999年、青山学院大学国際政治経済学部助教授となった。2002年、同教授に昇進。2007年、東京大学大学院法学政治学研究科教授に着任。学界では2020年より日本国際政治学会副理事長、2022年からは同理事長をつとめている。また、日本国際フォーラムの政策委員も務めている。

## 著書

### 単著
- International Monetary Cooperation among the United States, Japan, and Germany, (Kluwer Academic Publishers, 1999).
- Legalization and Japan: the Politics of WTO Dispute Settlement, (Cameron May, 2006).
- 『国際政治経済』（東京大学出版会, 2007年）
- 『経済覇権のゆくえ――米中伯仲時代と日本の針路』、中公新書、2013年

### 共編著
- （田中明彦・中西寛）『日本の国際政治学（1）学としての国際政治』（有斐閣, 2009年）
- 『国際政治の数理・計量分析入門』、松原望・飯田敬輔編、東京大学出版会、2012年

### 翻訳
- アルバート・ハーシュマン『国力と外国貿易の構造』勁草書房、2011年

## 論文

### 雑誌論文
- "Third World Solidarity: The Group of 77 in the UN General Assembly", International Organization, vol. 42, no. 2 (1988).
- "When and How Do Domestic Constraints Matter? Two-Level Games with Uncertainty", Journal of Conflict Resolution, vol. 37, no. 3 (1993).
- "Analytic Uncertainty and International Cooperation: Theory and Application to International Economic Policy Coordination", International Studies Quarterly, vol. 37, no. 4 (1993).
- 「交渉者はタカ派か中道か――『二層ゲーム』における交渉者選択過程」『理論と方法』9巻1号（1994年）
- 「WTO紛争処理の2レベルゲーム分析」『青山国際政経論集』53号（2001年）
- 「対中人権外交」『社会科学研究』54巻2号（2003年）
- "How Does Early Settlement Work at the WTO? (1-2)" 『青山国際政経論集』62号・63号（2004年）
- "Japan and China in the Doha Round: Negotiating-Behavior Analysis", 『青山国際政経論集』67号（2005年）
- 「法化理論と日本の通商外交――理論と実際の接点を求めて」『レヴァイアサン』40号（2007年）
- 「法化と遵守──グローバル経済と国家主権の相克の観点から」『国際政治』153号（2008年）

### 単行本所収論文
- 「先進国間のマクロ国際協調――国際公共財理論の立場から」草野厚・梅本哲也編『現代日本外交の分析』（東京大学出版会, 1995年）
- 「国際機構におけるリーダーシップ」渡辺昭夫・土山實男編『グローバル・ガヴァナンス――政府なき秩序の模索』（東京大学出版会, 2001年）
- 「経済のグローバル化と国際制度――日本との係わり合いを中心に」藤原帰一・李鍾元・古城佳子・石田淳編『国際政治講座（3）経済のグローバル化と国際政治』（東京大学出版会, 2004年）
- "Is WTO Dispute Settlement Effective?", in Paul F. Diehl ed., The Politics of Global Governance: International Organizations in an Interdependent World, 3rd ed., (Lynne Rienner, 2005).
- 「DSB勧告履行の国際政治経済学的分析――対抗措置をめぐる3つの視座を中心に」川瀬剛志・荒木一郎編『WTO紛争解決手続きにおける履行制度』（三省堂, 2005年）
- 「アメリカと世界経済――貿易と金融を中心に」山本吉宣・武田興欣編『アメリカ政治外交のアナトミー』（国際書院, 2007年）